# Daiki Yagishita
Daiki Yagishita (født 9. august 1995) er en japansk fodboldspiller, som spiller for den japanske fodboldklub Kataller Toyama.